# Acidosasa purpurea
Acidosasa purpurea är en gräsart som först beskrevs av Chi Ju Hsueh och Tong Pei Yi, och fick sitt nu gällande namn av Keng f. Acidosasa purpurea ingår i släktet Acidosasa och familjen gräs. Inga underarter finns listade i Catalogue of Life.